# Selenia nigrescens
Selenia nigrescens là một loài bướm đêm trong họ Geometridae.